# Hymedesmia trichoma
Hymedesmia trichoma är en svampdjursart som beskrevs av William Lundbeck 1910. Hymedesmia trichoma ingår i släktet Hymedesmia och familjen Hymedesmiidae. Inga underarter finns listade i Catalogue of Life.